# Бохе, Бенно
Бруно (Бенно) Бохе (нем. Bruno (Benno) Boche; 28 мая 1897, Берлин — 1 апреля 1972) — немецкий хоккеист на траве, нападающий. Бронзовый призёр летних Олимпийских игр 1928 года.

## Биография
Бенно Бохе родился 28 мая 1897 года в немецком городе Берлин.
Играл в хоккей за «Берлинер-92», в составе которого пять раз выигрывал чемпионат Берлина (1919—1921, 1925—1926).
В 1928 году вошёл в состав сборной Германии по хоккею на траве на летних Олимпийских играх в Амстердаме и завоевал бронзовую медаль. Играл на позиции нападающего, провёл 3 матча, забил 1 мяч в ворота сборной Испании.
В 1926—1929 годах провёл 11 матчей за сборную Германии.
Работал учителем.
Умер 1 апреля 1972 года.